# Tranz Am
Tranz Am es un videojuego de ZX Spectrum realizado en 1983 por la compañía Ultimate Play The Game, nombre comercial de Ashby Computers&Graphics, se trata de una de las compañías más valoradas de software de 8 bits. El juego fue desarrollado por los por los hermanos Tim y Chris Stamper, creadores de la compañía en 1982.
Es el cuarto lanzamiento de esta compañía lanzado conjuntamnete con Cookie, al igual que este desarrollado para el ZX Spectrum de 16 k. Este fue uno de los pocos títulos disponibles en formato de cartucho ROM, para ser usado en conjunto con la ZX Interface 2.
Tranz Am, supuso un gran cambio con respecto a los anteriores títulos, abandona la estética de dibujo animado para ponernos al volante de un vehícluo, en un apocalíptico futuro postnuclear, donde la gasolina se ha convertido en un bien escaso. 
A bordo de nuestro vehículo participaremos en una carrera por los diferentes estados de EE. UU., convertidos en un paisaje desértico, donde deberemos recopilar ocho trofeos que debemos alcanzar antes de nuestros competidores. En el desierto encontraremos rocas, árboles y otros obstáculos que deberemos evitar si no queremos tener un choque mortal. Además, deberemos esquivar a nuestros contrincantes, que no durarán en chocar contra nosotros.
Para orientarnos por el extenso mapeado dispondremos de un útil mapa, que nos indicará donde podemos repostar, antes de agotar el combustible de nuestro vehículo. Tendremos también un radar que muestre nuestra posición y que nos ayudará a evitar encuentros con nuestros enemigos. En caso de que queramos escapar a toda velocidad, podemos accionar el turbo, aunque debemos tener cuidado de no elevar en exceso la temperatura del motor.
En el aspecto gráfico es menos vistoso que los restantes títulos, lanzados por la compañía para el ZX Spectrum 16 k, lo que unido a su dificultad fueron los motivos de que Tranz Am no lograra el éxito de sus antecesores entre crítica y público.